# Wapen van Molkwerum

Wapen van Molkwerum

Het wapen van Molkwerum is het dorpswapen van het Nederlandse dorp Molkwerum, in de Friese gemeente Súdwest-Fryslân. Het wapen werd in de huidige vorm in 1995 geregistreerd.

## Geschiedenis
Molkwerum is een van de Friese dorpen waarvan een oud dorpswapen is overgeleverd. De vlag komt onder andere voor in het Wapen- en Vlaggenboek van Gerrit Hesman uit 1708. Hesman gaf een witte zwaan weer tegen een blauwe achtergrond, maar ook andere kleuren komen voor. Daar het wapen verschillende uitvoeringen kent, werd het in 1995 definitief geregistreerd door de Fryske Rie foar Heraldyk. In haar gloriedagen had Molkwerum een eigen kantoor in Amsterdam. In deze stad is dan ook een tweetal gevelstenen met het wapen van Molkwerum te vinden.

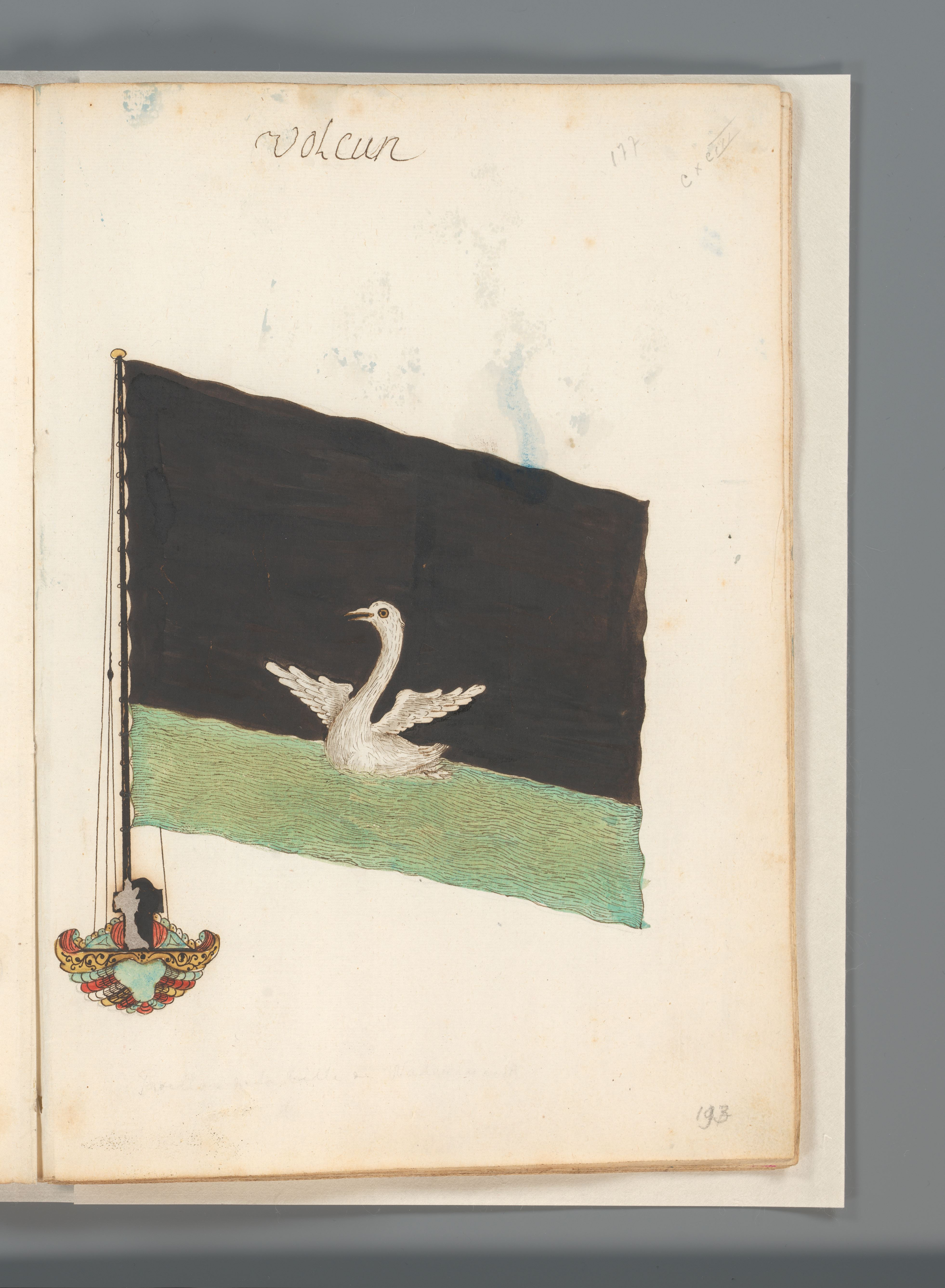
Vlag van Molkwerum in een Frans vlaggenboek uit de periode 1667-1670.
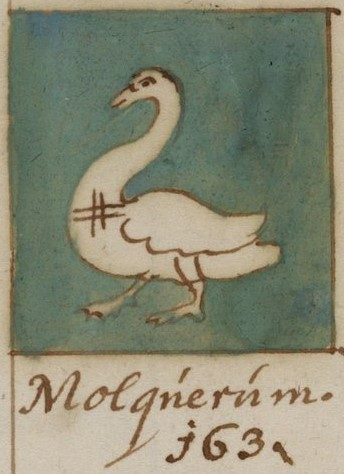
De vlag van Molkwerum in het Wapen- en Vlaggenboek van Gerrit Hesman uit 1708.
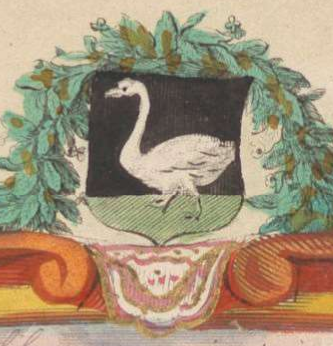
Wapen van Molkwerum op een kaart van Johannes Hilarides uit 1718.
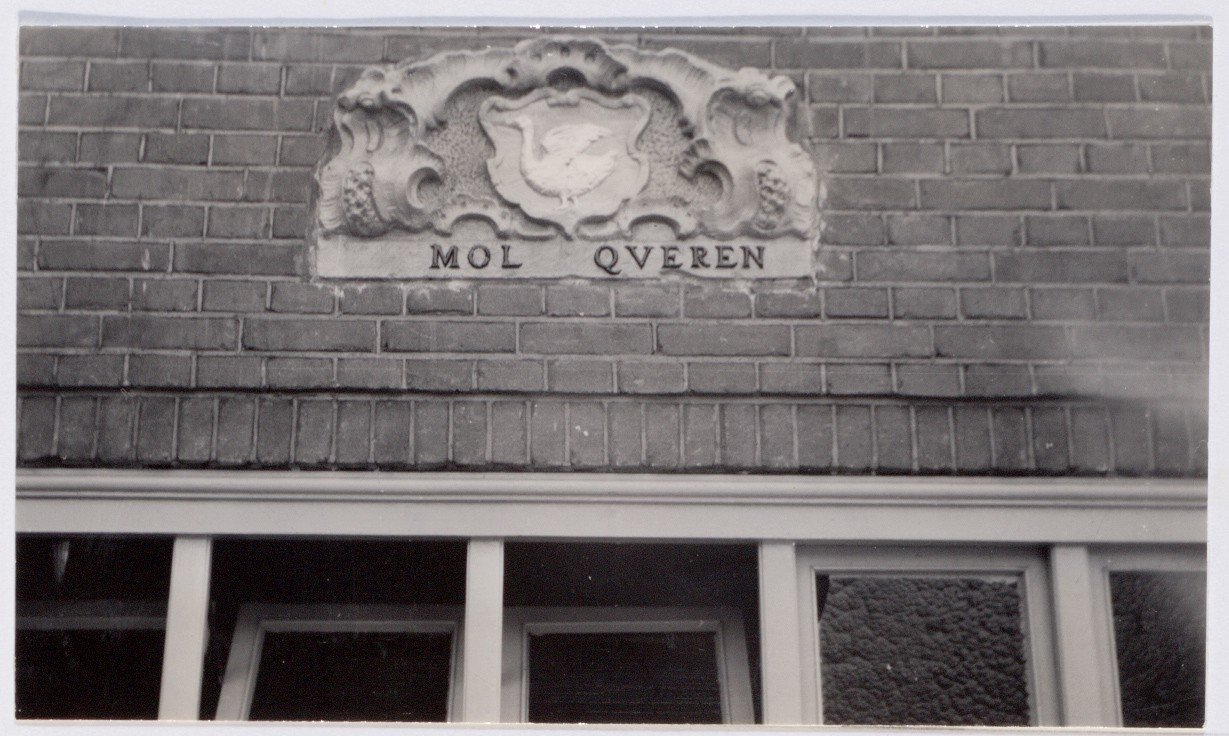
Het wapen van Molkwerum op een gevelsteen uit de 18e eeuw in het pand Oude Waal 2 in Amsterdam in 1939.
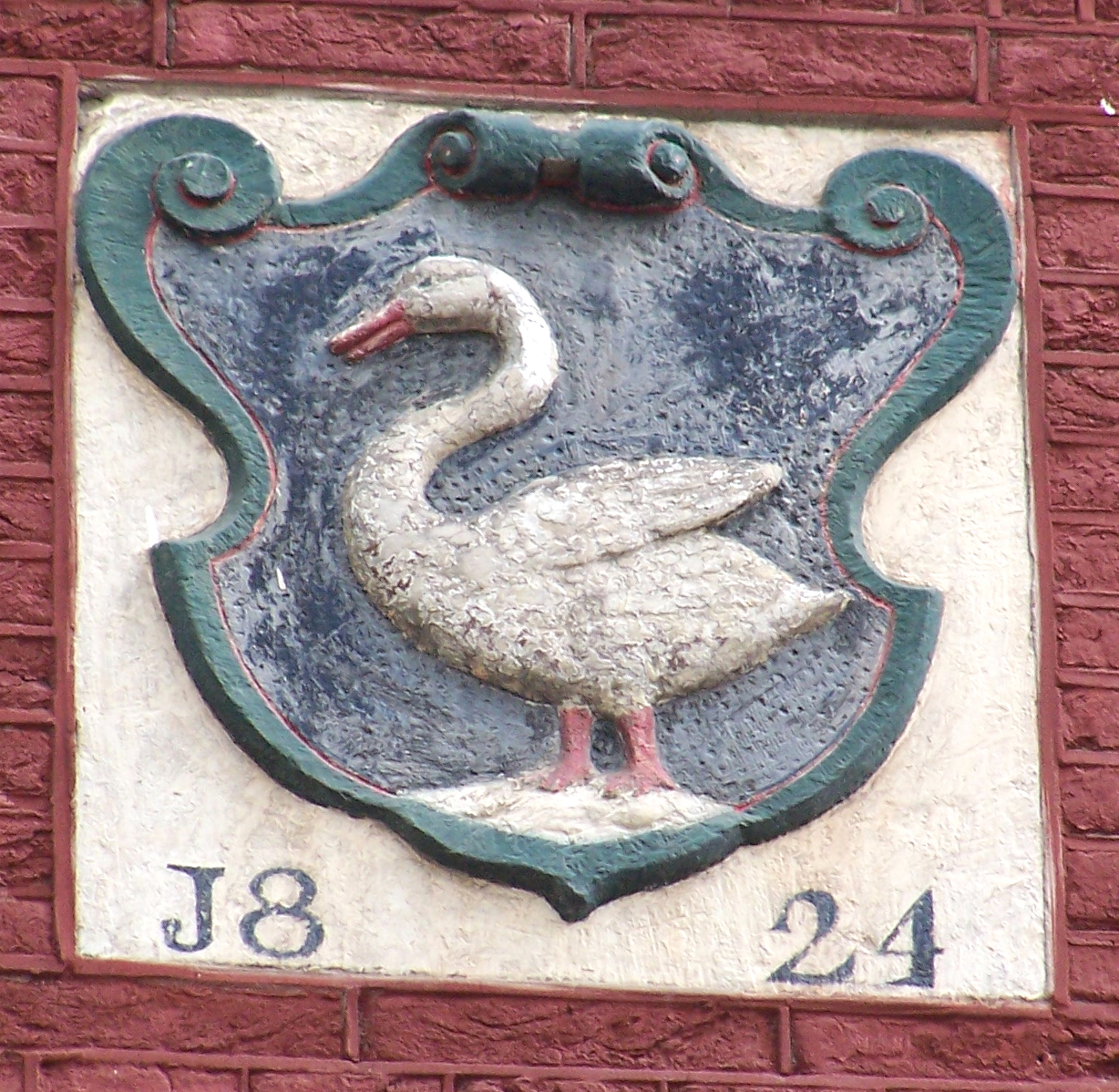
Het wapen van Molkwerum in de gevel van een pand aan de Geldersekade in Amsterdam.
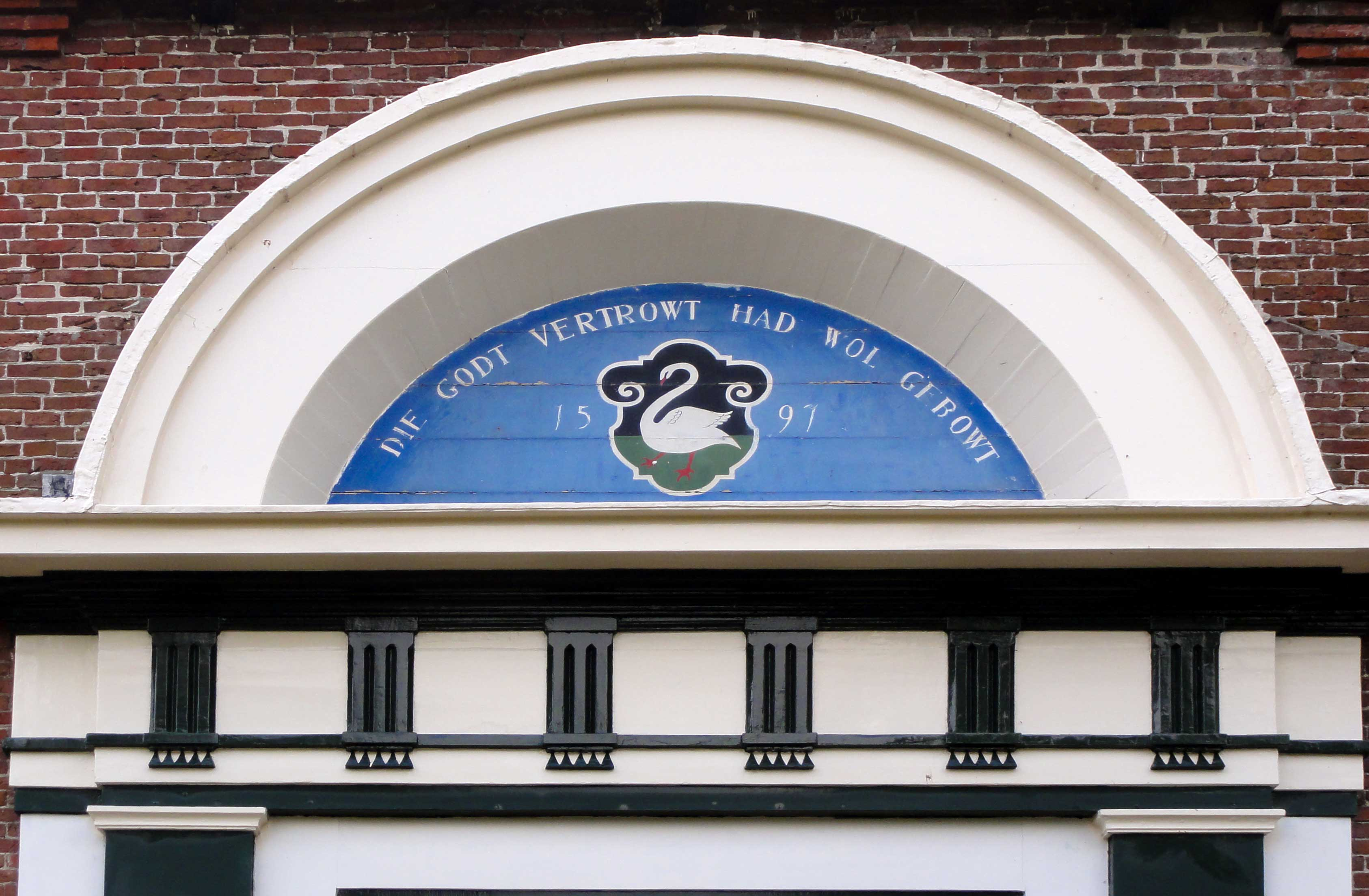
Het wapen van Molkwerum boven de ingang van de plaatselijke Lebuïnuskerk.

## Beschrijving
De blazoenering van het wapen luidt als volgt:
Van sabel, beladen met een zwaan van zilver, gebekt en gepoot van goud, staande op een grond van sinopel. Het schild gedekt met een gouden kroon van drie bladeren en twee parels.
De heraldische kleuren zijn: sabel (zwart), zilver (wit), goud (goud) en sinopel (groen). Het schild wordt gedekt door een zogenaamde "vleckekroon".

## Symboliek
- Zwaan: verwijst naar de handel in zwanen-pekelvlees waar het dorp bekend om stond.[6]
- Kroon: het wapen wordt gedekt door een zogenaamde "vleckekroon", voorbehouden aan dorpen met stadse kenmerken.[1] Hoewel Molkwerum geen markt, waag of rechtsgebouwen had, kende het dorp wel een hoge bewoningsdichtheid en een groot aantal inwoners.[7]

## Zie ook

Vlag van Molkwerum